# Giovanni Domenico Serra
Giovanni Domenico Serra (o Giandomenico Serra) (Locana, 4 agosto 1885 – Napoli, 23 febbraio 1958) è stato un glottologo italiano.
Fu professore dal 1925 di lingua e letteratura italiana a Cluj, in Romania, quindi tornò in Italia per insegnare glottologia a Cagliari (1939) e poi a Napoli (1953). Si interessò all'onomastica medievale di area romanza, alla dialettologia (soprattutto sarda) e alla vita nell'Italia medievale, grazie alla sua abilità di ricerca sulle carte d'archivio. Il suo contributo agli studi glottologici fu notevole, mostrando egli grande rigore di metodo nella ricerca delle etimologie di termini dialettali, italiani e stranieri, unitamente a un vastissimo bagaglio di conoscenze su antroponimi e toponimi (soprattutto dell'Italia settentrionale e della Sardegna), derivategli dallo spoglio di codici e carte medievali, documentazione essenziale per la ricostruzione delle forme onomastiche antiche e dei relativi esiti moderni. 
"L'idea principale che lo guidava era di stabilire attraverso la documentazione medievale la continuità in loco di parole e di costumanze romane e preromane" (Bruno Migliorini, Lingua Nostra, XIX/1, 1958, p. 26). 
Queste componenti contribuiscono a rendere tuttora imprescindibili molti degli studi che il Serra ebbe a pubblicare in circa 35 anni di carriera, come si può constatare anche attraverso le numerose citazioni bibliografiche che gli si riservano in campo toponomastico (39 suoi titoli nella bibliografia del "Dizionario di Toponomastica", AAVV, Utet, 2ª ed. 1997, 2006). Ancora fondamentali sono il "Contributo toponomastico alla teoria della continuità nel Medioevo..." e i tre volumi dei "Lineamenti di una storia linguistica dell'Italia medioevale" (che raccolgono saggi "minori" già pubblicati dal Serra in varie riviste). L'anno successivo alla morte apparve un'opera in suo onore, "Ioanni Dominico Serra ex Munere laeto inferiae", contenente una trentina di articoli scritti da alcuni tra i più importanti glottologi e filologi del tempo (italiani e stranieri) e la sua bibliografia (con 130 titoli).

## Opere
- Contributo toponomastico alla descrizione delle vie romane e romee nel Canavese, in: "Mélanges d'Histoire Générale", Cluj, 1927, pp. 243-322.
- Contributo toponomastico alla teoria della continuità nel Medioevo delle comunità rurali romane e preromane dell'Italia superiore (1931)
- Lineamenti di una storia linguistica dell'Italia medioevale (3 volumi, 1954, 1958, 1965)